# Literatur

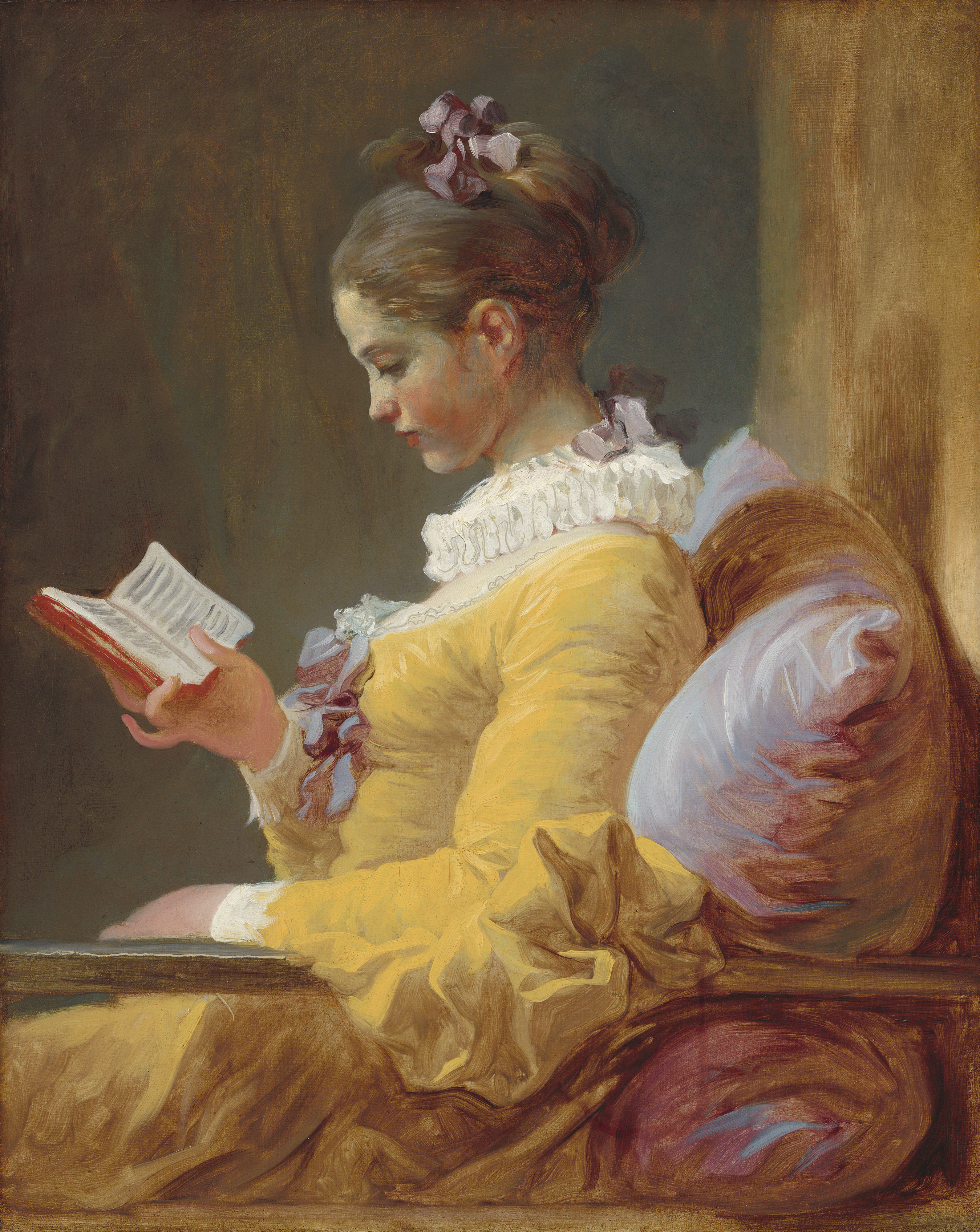
Lesende Frau (Ölgemälde von Jean-Honoré Fragonard, 1770/72)

Als Literatur bezeichnet man seit dem 19. Jahrhundert den Bereich aller mündlich (etwa durch Versformen und Rhythmus) oder schriftlich fixierten sprachlichen Zeugnisse. Man spricht in diesem „weiten“ Begriffsverständnis im Hinblick auf die hier gegebene schriftliche Fixierung etwa von „Fachliteratur“ oder, im Bereich der Musik, von „Notenliteratur“ (etwa Partituren) bzw. ganz allgemein von „Literatur“ im Sinne der Gesamtheit oder von Teilen schriftlich notierter Musik.
Die öffentliche Literaturdiskussion und -analyse ist demgegenüber seit dem 19. Jahrhundert auf Werke ausgerichtet, denen besondere Bedeutung als Kunst zugesprochen werden kann, und die man im selben Moment von Trivialliteratur und ähnlichen Werken ohne vergleichbare „literarische“, sprich künstlerische Qualität, abgrenzt. Die Literatur zählt zu den Gattungen der Kunst.
Das Wort Literatur wurde bis in das 19. Jahrhundert hinein regulär für die Wissenschaften verwendet. Mit Literatur sind üblicherweise veröffentlichte Schriften gemeint. Die Gesamtheit der veröffentlichten Schriften eines Fachgebietes bzw. zu einer bestimmten Thematik oder Zielsetzung bildet ein „Schrifttum“. Nur eingeschränkt und nicht über den Buchhandel zugängliche Publikationen werden als graue Literatur zusammengefasst.

## Begriffsdifferenzierung
Die heutige begriffliche Differenzierung, die im weitesten Sinne alle sprachliche Überlieferung umfasst und dabei ein enges Feld „literarischer“ Kunstwerke konstituiert, richtete sich erst im Laufe des 19. Jahrhunderts ein. Das Wort stand zuvor für Gelehrsamkeit, die Wissenschaften, die Produktion der res publica literaria und der frühmodernen scientific community, seltener auch lediglich für Schriften der griechischen und lateinischen Antike.
Die Neudefinition des Wortes geschah im Wesentlichen unter Einfluss neuer Literaturzeitschriften und ihnen folgender Literaturgeschichten, die zwischen 1730 und 1830 sich schrittweise den belles lettres, den schönen Wissenschaften öffneten, dem Bereich modischer und eleganter Bücher des internationalen Marktes und die dabei Werken der Poesie ein zentrales Interesse schenkten.
Es wurde im selben Prozess selbstverständlich, dass Literatur
- nach Überlieferungen in einzelnen Sprachen zergliedert wird in die „Literaturen“ der einzelnen Nationen oder Regionen,
- gruppiert wird unter den zentralen „literarischen Gattungen“, die im Blick auf die Aristotelische Poetik neu definiert wurden,
- zu verstehen ist in einem historischen Prozess, der Kultur- und Literaturgeschichte,
- nach dem Adressaten betrachtet wird in Kategorien wie Kinder- und Jugendliteratur, Frauenliteratur,
- grundsätzlich nach Anspruchsniveaus unterschieden wird in „hohe“ (oder „anspruchsvolle“) Literatur und „Trivialliteratur“.

Besprochen wird in den nationalen Philologien (wie der Germanistik, der Romanistik, der Anglistik), die die Ausgestaltung der nationalen Literaturen im 19. Jahrhundert im Wesentlichen vorantrieben, nahezu ausschließlich „hohe“ Literatur. Welche Werke unter welchen Gesichtspunkten besprochen werden, ist seitdem Gegenstand einer Debatte um die Bedeutung, die Werke in der jeweiligen Gesellschaft gewinnen. Der jeweilige „Kanon“ einer Nationalliteratur wird in der öffentlichen (und angreifbaren) Würdigung der „künstlerischen“ Qualität festgelegt, sowie in kontroversen Textinterpretationen der Fiktionen, die Titeln tiefere Bedeutung zusprechen. In der neuen Ausgestaltung übernahm die Literatur im 19. Jahrhundert in den westlichen säkularen Nationen Funktionen, die zuvor die Religionen und ihre Textgrundlagen als Debatten- und Bildungsgegenstände innehatten.
In neuerer Zeit wurde das Thema der digitalen Schriftlichkeit ein Diskussionsgebiet der Literaturwissenschaft und Medienwissenschaft. Gerade bei dieser Art von Literatur ist es nicht mehr möglich, nach Kriterien zu beurteilen, die man für Literatur vergangener Jahrhunderte entwickelt hatte. Siehe dazu: Digitale Schriftlichkeit.

## Etymologie und Begriffsgeschichte
Das Wort Literatur ist eine erst in der Frühmoderne in Mode kommende Ableitung des lateinischen littera, der „Buchstabe“. Der Plural litterae gewann bereits in der Antike eigene Bedeutungen als „Geschriebenes“, „Dokumente“, „Briefe“, „Gelehrsamkeit“, „Wissenschaft(en)“. Im Französischen und Englischen blieb diese Bedeutung erhalten in lettres und letters als Synonym für „Wissenschaften“.
Das heutige Sprechen von Literatur entwickelte sich auf einem Umweg über das Deutsche und seine Äquivalente für die französische Wortfügung belles lettres. Im Laufe des 17. Jahrhunderts setzte sich die französische Wortkombination für einen neuen Bereich eleganter Bücher auf dem europäischen Markt durch. Die zeitgenössische deutsche Übersetzung war hierfür „galante Wissenschaften“, was dem Publikumsanspruch Rechnung trug wie dem modischen Geschmack: Leser beiderlei Geschlechts lasen diese Ware und bestanden darauf, dass sie eine ganze eigene Wissenschaft benötigte, keine akademische pedantische. Als mit dem frühen 18. Jahrhundert das Wort galant in Kritik geriet, setzte sich ein Sprechen von „schönen Wissenschaften“ durch, das im späten 18. Jahrhundert an Tragfähigkeit verlor, da es hier zunehmend um Poesie und Romane ging, eine unwissenschaftliche Materie. Das Sprechen von „schöner Literatur“ erlaubte es schließlich das engere im weiteren Begriffsfeld zu benennen. Man sprach ab Mitte des 18. Jahrhunderts von „Literatur“ mit der Option, jeweilige Schwerpunkte legen zu können. Mit dem Adjektiv „schöne“ wurde das Zentrum bezeichnet, das Literatur im engeren Sinn wurde. Je klarer das Zentrum definiert wurde, desto entbehrlicher wurde im 20. Jahrhundert die weitere Verwendung des Adjektivs.
Aus dem Wort belles lettres ging im deutschen Buchhandel das Wort „Belletristik“ hervor, das heute eine Nachbarstellung einnimmt. Der Buchhandel führte die Verengung des Literaturbegriffs auf Dichtung der Nation, wie sie im 19. Jahrhundert geschah, am Ende nicht durch. Für Verlage ist der internationale Markt unterhaltender Titel ein unverzichtbares Geschäftsfeld. Man kann innerhalb der Belletristik ein kleineres Feld der Klassiker der Literatur abgrenzen und dieses wiederum international sortieren.
Das Wort Literatur hat seine zentrale Bedeutung in Literaturgeschichten, Literaturzeitschriften, in der Literaturkritik und Literaturtheorie. In all diesen Bereichen geht es deutlich darum, Kontroversen über Literatur zu erzeugen. Mit der Belletristik wird im Deutschen eher ein unkontroverses, uneingeschränktes Feld ohne eigene Geschichte beibehalten. Es gibt bezeichnenderweise keine „Belletristikgeschichte“, keine „Belletristikkritik“ und keine nationalen „Belletristiken“, dafür jedoch „Literaturgeschichte“, und „Literaturkritik“ wie „Nationalliteraturen“.

## Definitionen
Der heutige Literaturbegriff spiegelt den Wortgebrauch der letzten zweihundert Jahre wider. Er zeichnet sich dabei gleichzeitig durch die Aufnahme einer Reihe historischer Kontroversen aus, die den modernen Streit darüber, welche Werke es verdienen sollten, als Literatur besprochen zu werden, fruchtbar in ihrer teilweisen Unvereinbarkeit bestimmen. Literaturstudenten wird seit dem 19. Jahrhundert die Beherrschung eines Handwerkszeugs der Textanalyse nach den verschiedenen Traditionen der Poetik, der Rhetorik, und der Textinterpretation abverlangt, die dem literarischen Text tiefere kulturelle Bedeutung beimessen soll. Moderne Schulen der Literaturtheorie nahmen hier einzelne Fragestellungen mit unterschiedlichen Schwerpunkten und divergierenden Wünschen an einen Kanon wichtigster Werke der jeweils zu schreibenden Literaturgeschichte auf.

### Ästhetik und kunstvolle Sprachbeherrschung
Die Vorstellung, dass Literatur ein Bereich besonders schöner Texte sein sollte, ist Erbmasse der antiken und frühneuzeitlichen Poesiediskussion. Der alternative Blick auf kunstvolle Sprachbeherrschung geht dagegen auf die Diskussion antiker Rhetorik zurück. Während sich die Rhetorik als weitgehend unkontroverse, zweckorientierte Kunst handhaben ließ, bestand über die Frage des Schönen in der Poesie ein langer Streit, der im 18. Jahrhundert im Wesentlichen als Kampf zwischen Regelpoetikern (Verfechtern einer nach Gesetzen schönen Poesie) und Verfechtern eines Geschmacksurteils geführt wurde. In der zweiten Hälfte des 18. Jahrhunderts setzte sich in Auflösung dieser Diskussion eine neue wissenschaftliche Debatte der Ästhetik durch, die – so die Hoffnung – am Ende in allen Bereichen der Kunst gelten würde als eine Konstante menschlicher Wahrnehmung, wie sie Schönheit auch in der Natur entdeckte.
Ende des 19. Jahrhunderts geriet der Blick auf die Ästhetik in grundsätzliche Kritik. Das hatte zum einen mit der kontroversen Begriffsaneignung durch die Ästhetizisten zu tun, zum anderen mit Kunstwerken, die sich provokant von der Konzentration auf Schönheit verabschiedeten und einen eigenen Realismus im Umgang mit sozialer Realität einklagten. Die schonungslose Anerkennung von Missständen sollte ein anerkanntes Ziel werden. Optionen im Umgang mit dem Konflikt bestanden in der Erweiterung der ästhetischen Konzepte wie in der Diskreditierung der Forderung eigener ästhetischer Wahrheit.

### Fiktionalität, gesellschaftliche Relevanz
Dass Literatur sich im gegenwärtigen Begriff durch Fiktionalität und tiefere Bedeutung, eine Relevanz für die Gesellschaft, auszeichnet, ist im Wesentlichen Erbe der Romandiskussion, die Mitte des 18. Jahrhunderts von der Literaturbesprechung aufgenommen wurde. Weder die Aristotelische Poetik noch die Nachfolgepoetiken der frühen Moderne hatten Poesie über Fiktionalität erklärt. Romane hatten sie samt und sonders nicht als Poesie anerkannt.
Der Vorschlag, Romane und womöglich Poesie generell über Fiktionalität zu definieren, findet sich erstmals klarer mit Pierre Daniel Huets Traktat über den Ursprung der Romane (1670) gemacht – als Möglichkeit, den theologischen Umgang mit Gleichnissen auf eine neue Lektüre von Romanen zu übertragen, bei dem es darum gehen soll, zu ermessen, welche kulturelle Bedeutung ein jeweiliger Titel hat.
Beim Aufbau des modernen Besprechungsgegenstands Literatur war die Frage nach tieferer Bedeutung Anfang des 19. Jahrhunderts praktisch, da sie dem Literaturwissenschaftler neue Tätigkeiten abverlangt, vor allem die der Interpretation. Daneben schuf sie neue Möglichkeiten, Texte zu bewerten und sich speziell diskutierbar rätselhaften, fremdartigen Titeln zuzuwenden und über sie die eigene Nation und Geschichte neu zu erklären. Im 19. und 20. Jahrhundert entfaltete die Frage nach der Bedeutung des Textes in der Kultur zudem politische Dynamik, da sich an sie Forderungen nach aktivem Engagement anschließen ließen.

### Literarischer Stil und Subjektivität
Die Frage stilistischen Anspruchs ist im Wesentlichen Erbmasse der Diskussion neuester belles lettres. Poetiken waren davon ausgegangen, dass zwar einzelne Dichter die Kunst unterschiedlich handhabten, dass jedoch das Persönliche selbst nicht zu erstreben war. Schönheit galt es an sich anzustreben, der Künstler rang um die Schönheit. Mit der Romandiskussion wurde die Frage nach kulturellen Hintergründen akut, die Frage des individuellen Autors war dabei wenig das Ziel. Anders war die Debatte in der Belletristik verlaufen. In ihr stand gerade die Frage nach den Titeln im Vordergrund, die den aktuellen Geschmack am besten befriedigten. Es ging im selben Moment um die Frage nach neuen Autoren, die mit eigenen Sichtweisen den Geschmack prägten.
Die belles lettres sollten insgesamt, so ihre Verfechter sich durch Stil auszeichnen – gegenüber den minderwertigen Volksbüchern wie gegenüber der pedantischen Wissenschaftlichkeit. Romane und Memoiren wurden wesentliche Felder der Produktion modernen persönlichen Stils. Die Diskussion jeweiliger Leistungen der individuellen Perspektive ging im frühen 19. Jahrhundert in der heutigen Literaturdiskussion auf – die Frage nach subjektiver Wahrnehmung der Realität, wie sie sich in Literatur abzeichne, prädestinierte den neuen Bereich, der im 19. Jahrhundert aufgebaut wurde, dazu, ein Debattenfeld im Schulunterricht zu werden. Im modernen Literaturunterricht geht es seitdem zentral darum, Schüler zu subjektiven Stellungnahmen zu Literatur zu bewegen, ihre Subjektivität dabei öffentlich wahrzunehmen, Subjektivität behandelter Autoren zu erfassen.

### Höhere strukturelle Komplexität und komplexeres Traditionsverhalten
Im Lauf des 20. Jahrhunderts kam eine eigene, mutmaßlich neutrale, wissenschaftliche Analyse von Komplexität literarischer Werke auf. Auf sie richtete sich vor allem der Strukturalismus der 1960er und 1970er und ihm folgend der Poststrukturalismus der 1980er und 1990er aus. Betrachtet man die Untersuchungen mit historischer Perspektive, so nehmen sie aus allen Debattenfeldern Untersuchungsoptionen auf. Besondere Würdigung erhalten dabei Texte, die komplexer zu analysieren sind, die der Literaturbesprechung mehr Angriffsfläche der auszulotenden Kontexte geben.
Der hochrangige Text ist unter dieser Prämisse der, der reich an – womöglich divergierenden – Bedeutungsebenen ist, sich intensiv mit Traditionen auseinandersetzt, sich komplex auf andere Texte bezieht, erst im Blick auf diese besser verstanden wird. Die Analysen sind insofern wissenschaftlich objektiv, als sie tatsächlich die wissenschaftliche Analysierbarkeit als Eigenschaft von Texten erfassen, die sich dank ihrer Qualitäten in der wissenschaftlichen Analyse halten, uns nachhaltig als Literatur damit beschäftigen.
Hier lag, rückblickend betrachtet gleichzeitig die Option einer Mode von Texten, die sich auf die Literaturbetrachtung ausrichteten. Die Postmoderne ging in Entdeckungen des Trivialen am Ende zunehmend konfrontativ bis ablehnend mit den hier definierten Ansprüchen an Kunst der Literatur um.
Erst ab dem 19. Jahrhundert hat man zur Literatur nicht nur das Wissenschaftliche gezählt, sondern alles, was schriftlich niedergelegt war. Ab dem Jahrhundert unterschied man auch zwischen hoher Literatur, sprich Hochliteratur, und Literatur von wenig künstlerischer Qualität, sprich Trivialliteratur.

## Geschichte des Diskussionsfeldes

Literature = Learning, Gelehrsamkeit. Titelblatt der Memoirs of Literature (1712)

Der Prozess, in dem im späten 18. und frühen 19. Jahrhundert Dramen, Romane und Gedichte zu „Literatur“ gemacht wurden (sie hingen vorher unter keinem Wort zusammen), muss unter unterschiedlichen Perspektiven gesehen werden. Ganz verschiedene Interessen waren daran beteiligt, die „Literatur“ zum breiten Debattenfeld zu machen. Auf eine einprägsame Formel gebracht, engten die Teilnehmer der Literaturdebatte ihre Diskussion ein und weiteten ihre Debatte damit aus: Seit Jahrhunderten hatten sie erfolgreich wissenschaftliche Schriften als „Literatur“ diskutiert – Poesie und Fiktionen interessierten sie dabei vor 1750 nur am Rande. In der zweiten Hälfte des 18. Jahrhunderts rückten sie ausgewählte Felder des populären Randgebiets in das Zentrum ihrer Rezensionen mit dem Effekt, dass ihre eigene Diskussion sich nun mit den freier besprechbaren Gegenständen ausweitete. Die Gründung der universitär verankerten Literaturwissenschaft festigte im 19. Jahrhundert den Prozess dieser Einengung des Debattenfeldes (auf Dramen, Romane und Gedichte) sowie die Ausdehnung der Diskussion selbst (vor allem auf die staatlichen Schulen und die öffentlichen Medien).

### 18. Jahrhundert: Die Literaturkritik wendet sich „schöner Literatur“ zu
Das Wort Literatur gilt heute zwar nicht mehr demselben Gegenstand wie vor 1750, es blieb jedoch kontinuierlich das Wort des sekundären Austauschs über Literatur. Es findet sich auf Titelseiten von Literaturzeitschriften, in den Bezeichnungen von Lehrstühlen und universitären Seminaren der Literaturwissenschaft, in den Titeln von Literaturgeschichten, in Wortfügungen wie Literaturpapst, Literaturkritiker, Literaturhaus, Literaturpreis. Das Wort Literatur ist dabei (anders als Worte wie „Hammer“, die keine Debattengegenstände bezeichnen) vor allem ein Wort des Streits und der Frage: „Was soll eigentlich als Literatur Anerkennung finden?“ Es gibt eine Literaturdiskussion, und sie legt auf der Suche nach neuen Themen, neuer Literatur und neuen Literaturdefinitionen fortwährend neu fest, was gerade für Literatur erachtet wird. Sie tat dies in den letzten 300 Jahren mit solchem Wandel ihres Interesses, dass man für das Wort Literatur eben durchaus keine stabile inhaltliche Definition geben kann.
Das große Thema des Austauschs über Literatur waren bis weit ins 18. Jahrhundert hinein die Wissenschaften. In der Praxis des Besprechungswesens reduzierte sich der Blick der Literaturrezensenten dabei auf neueste Publikationen, auf Schriften – ein Austausch, der zunehmend Leser außerhalb der Wissenschaften ansprach: Wissenschaftliche Journale erschienen in der zweiten Hälfte des 17. Jahrhunderts mit spannenden Themen in den Niederlanden auf Französisch. Englische kamen hinzu, deutsche boomten zwischen 1700 und 1730 im Geschäft, das die Universitäten Leipzigs, Halles und Jenas bestimmten. Der Reiz der wissenschaftlichen Journale war ihre Diskussionsfreudigkeit, ihre Offenheit für politische Themen, die Präsenz, die hier einzelne Literaturkritiker mit eigenen, sehr persönlich geführten Journalen (im deutschen etwa den Gundlingiana des Nikolaus Hieronymus Gundling) entwickelten.
Zwischen 1730 und 1770 wandten sich deutsche literarische Journale bahnbrechend der nationalen Dichtung zu – im territorial und konfessionell zersplitterten Sprachraum war die Poesie der Nation ein Thema, das sich überregional und mit größten Freiheiten behandeln ließ. Die Gelehrsamkeit (die res publica literaria) gewann mit Rezensionen der belles lettres, der schönen Wissenschaften, der schönen Literatur (so die Dachbegriffe, die man wählte, um diese Werke ungeniert in wissenschaftlichen Zeitschriften ansprechen zu können), ein wachsendes Publikum. Aus dem modischen Ausnahmefall des Rezensionswesens wurde im Verlauf des 18. Jahrhunderts der Regelfall.
Zu Beginn des 19. Jahrhunderts musste im Deutschen das Wort Literatur neu definiert werden. Literatur war (hielt man sich vor Augen, was da besprochen wurde) definitiv nicht der Wissenschaftsbetrieb, sondern eine textliche Produktion mit zentralen Feldern in der künstlerischen Produktion. Literatur wurde in der neuen Definition:
- im „weiten Sinn“ der Bereich aller sprachlichen und schriftlichen Überlieferung (sie umfasst mündlich tradierte Epen ebenso wie gedruckte Noten; siehe Mündliche Überlieferung, Schriftkultur),
- im „engen Sinn“ der Bereich sprachlicher Kunstwerke.

Nach der neuen Definition war davon auszugehen, dass sich die Literatur in nationalen Traditionssträngen entwickelte: Wenn sie im Kern sprachliche Überlieferung war, dann mussten die Sprachen und die politisch definierten Sprachräume den einzelnen Überlieferungen Grenzen setzen – Grenzen, über die nur ein Kulturaustausch hinweghelfen kann. Ein Sprechen von „Literaturen“ im Plural entfaltete sich. Für die Nationalliteraturen wurden die nationalen Philologien zuständig. Eine eigene Wissenschaft der Komparatistik untersucht die Literaturen heute in Vergleichen.
Die Definition von Literatur als „Gesamt der sprachlichen und schriftlichen Überlieferung“ erlaubt es den verschiedenen Wissenschaften, weiterhin in „Literaturverzeichnissen“ ihre eigenen Arbeiten als „Literatur“ zu listen (Fachliteratur). Die Definition im „engen Sinn“ ist dagegen gezielt arbiträr und zirkulär angelegt. Es blieb und bleibt darüber zu streiten, welche Werke als „künstlerische“ Leistungen anzuerkennen sind.

### Dramen, Romane und Poesie werden im 18. Jahrhundert zum Diskussionsfeld
Das, was Literatur werden sollte, hatte vor 1750 weder einen eigenen Oberbegriff noch größere Marktbedeutung. Poesie und Romane mussten erst unter eine einheitliche Diskussion gebracht werden, wobei gleichzeitig große Bereiche der Poesie- wie der Romanproduktion aus der Literaturdiskussion herausgehalten werden mussten, wenn diese ihr kritisches Gewicht bewahren wollte.
Der Prozess, in dem ausgewählte Dramen, Romane und Gedichte „Literatur“ wurden, fand dabei in einem größeren statt: Seit dem 17. Jahrhundert gab es auf dem Buchmarkt die belles lettres (englisch vor 1750 oft mit polite literature übersetzt, deutsch mit „galante Wissenschaften“ und ab 1750 „schöne Wissenschaften“). Dieses Feld besteht heute im Deutschen mit der Belletristik fort.

#### Die „belles lettres“ werden zum Sonderfeld der Literaturdiskussion
Die belles lettres waren im 17. Jahrhundert unter den lettres, den Wissenschaften, für das Besprechungswesen ein unterhaltsamer Randbereich. Sie erwiesen sich im Lauf des 18. Jahrhunderts als popularisierbares Besprechungsfeld. Ihnen fehlten jedoch entscheidende Voraussetzungen, um staatlichen Schutz erlangen zu können: Die belles lettres waren und sind international und modisch (man kann von „nationalen Literaturen“ sprechen, nicht aber von „nationalen Belletristiken“), sie umfassten Memoires, Reiseberichte, politischen Klatsch, elegante Skandalpublikationen genauso wie Klassiker der antiken Dichter in neuen Übersetzungen (ihnen fehlt mit anderen Worten jede Ausrichtung auf eine Qualitätsdiskussion; man liest die mit Geschmack, es gibt „Literaturkritiker“, aber keine „Belletristikkritiker“). Die Belletristik war und ist vor allem aktuell und das selbst in ihren Klassikern (es gibt keine „Belletristikgeschichte“, wohl aber „Literaturgeschichte“) – das sind die wesentlichen Unterschiede zwischen Belletristik und Literatur, die aufzeigen, wie die Belletristik umgeformt werden musste, um die Literatur im heutigen Sinn zu schaffen.
Staatliches Interesse – Achtung, mit der sie zum Unterrichtsgegenstand werden konnte – gewann die Belletristik durch die Einrichtung einer nationalen Debatte, in der es um hohe Kunst der nationalen Dichter ging. Romane, Dramen und Gedichte wurden in der Einrichtung dieser Diskussion zum zentralen Feld der belles lettres, zu „schöner Literatur“, dem Kernbereich der literarischen Produktion.

#### Das kritische Besprechungswesen entskandalisierte die Belletristik

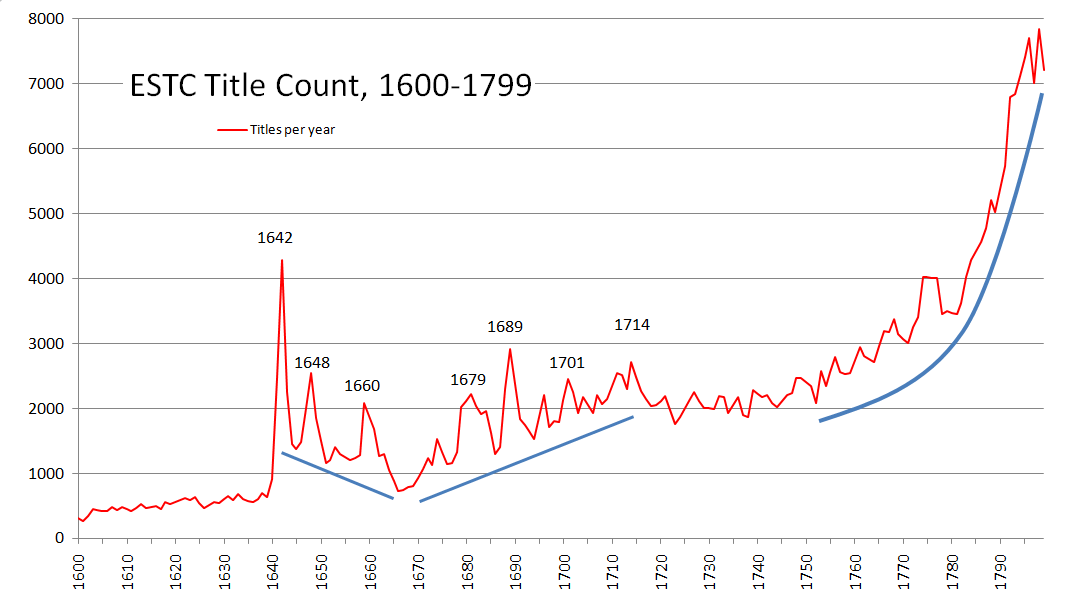
Die englische Buchproduktion 1600–1800, Titelzählung nach dem English Short Title Catalogue. Die Statistik zeigt deutlich – eine Besonderheit des englischen Marktes – das Aufkommen der aktuellen politischen Berichterstattung mit der Revolution 1641/42. Die Höhepunkte der Presseaktivität liegen vor 1730 jeweils in politisch turbulenten Jahren. Als Phasen zeichnen sich die Bürgerkriegszeit mit abfallender Produktion, die Zeit der Kriege gegen die Niederlande (1670er) und der Großen Allianz (1689–1712) ab. Mitte des 18. Jahrhunderts setzt ein neues Wachstum ein mit bald exponentieller Kurve, hinter dem entscheidend der Aufstieg der Belletristik steht.

Der Bereich der belles lettres war vor 1750 klein, aber virulent. Unter 1500–3000 Titeln der jährlichen Gesamtproduktion, die um 1700 in den einzelnen großen Sprachen Französisch, Englisch und Deutsch auf den Markt kam, machten die belles lettres pro Jahr 200–500 Titel aus; 20–50 Romane waren etwa dabei. Der Großteil der Buchproduktion entfiel auf die Bereiche wissenschaftliche Literatur und religiöse Textproduktion von Gebetbüchern bis hoch zu theologischer Fachwissenschaft, sowie, wachsend: auf die politische Auseinandersetzung. Zu den Marktentwicklungen eingehender das Stichwort Buchangebot (Geschichte).

#### Auf dem Weg zur diskutablen Poesie wird die Oper ausgeschaltet
Die Literaturkritik, die Kritik der Wissenschaften, ließ sich zwischen 1730 und 1770 gezielt auf die skandalösesten Bereiche des kleinen belletristischen Marktes ein. Dort, wo es die skandalöse Oper und den ebenso skandalösen Roman gab, musste (so die Forderung der Kritiker) in nationalem Interesse Besseres entstehen. Mit größtem Einfluss agierte hier die deutsche Gelehrsamkeit. Die Tragödie in Versen wurde das erste Projekt des neuen, sich der Poesie zuwendenden wissenschaftlichen Rezensionswesens. Frankreich und England hätten eine solche Tragödie zum Ruhm der eigenen Nation, führte Johann Christoph Gottsched in seiner Vorrede zum Sterbenden Cato, 1731 aus, die den Ruf nach jener neuen deutschen Poesie begründete, aus der am Ende die neue hohe deutsche Nationalliteratur wurde. Die Attacke richtete sich (auch wenn Gottsched das nur in Nebensätzen klarstellte, und ansonsten das Theater der Wandertruppen angriff) gegen die Oper, die in der Poesie den Ton angab. Die Oper mochte Musik sein. Die neue, der Oper ferne Tragödie würde, so versprach es Gottsched, auf Aufmerksamkeit (und damit Werbung) des kritischen Rezensionswesens hoffen können, falls sie sich an die poetischen Regeln hielt, die Aristoteles formuliert hatte.

#### Der Roman wird dagegen Teil der Poesie
Die Rückkehr zur aristotelischen Poetik blieb ein Desiderat der „Gottschedianer“. Mit dem bürgerlichen Trauerspiel gewann Mitte des 18. Jahrhunderts ein ganz anderes Drama – eines in Prosa, das bürgerliche Helden tragödienfähig machte – die Aufmerksamkeit der Literaturkritik. Der Roman, der mit Samuel Richardsons Pamela, or Virtue Rewarded (1740) dem neuen Drama die wichtigsten Vorgaben gemacht hatte, fand im selben Moment das Interesse der Literaturrezension. War der Roman bis dahin eher Teil der dubiosen Historien als Poesie, so wurde nun die Poesiedefinition für den Roman geöffnet, so wie sie gegenüber der Oper, dem Ballett, der Kantate und dem Oratorium verschlossen wurde.
Der neue Poesiebegriff gab dem Fiktionalen und seiner diskutierbaren Bedeutung größeren Raum als Regeln und Konventionen. Die Diskutierbarkeit von Poesie nahm damit zu. Sie steigerte sich weiter damit, dass das Besprechungswesen zum nationalen Wettstreit der Dichter aufrief.

#### Die Diskussion „hoher Literatur“ und die Entskandalisierung der Öffentlichkeit
Die poetischen Werke, die mit den 1730ern geschaffen wurden, um von der Literaturkritik besprochen zu werden, verdrängten nicht die bestehende belletristische Produktion. Der gesamte Markt der Belletristik wuchs in der zweiten Hälfte des 18. Jahrhunderts zum Massenmarkt. Die neue, auf die Besprechung zielende Produktion versetzte jedoch die öffentliche Literaturkritik in die Lage, nach Belieben bestimmen zu können, was öffentlicher Beachtung wert sein sollte und was nicht. Das Besprechungswesen sorgte mit seiner Entscheidungsgewalt über das Medienecho für eine Ausdifferenzierung des belletristischen Sektors und für eine Entskandalisierung der Öffentlichkeit:
- „Hoch“, der Besprechung würdig, stand die „wahre“, die „schöne Literatur“ – „Höhenkammliteratur“ so ein späteres deutsches Wort (die Marktdifferenzierung fiel am härtesten in Deutschland aus, wo der Prozess früh einsetzte, hier gibt es darum auch die klareren Begriffe).
- Als „niedrig“ wurde die sich kommerziell verkaufende, undiskutierte belletristische Produktion eingestuft – „Trivialliteratur“ das deutsche abwertende Wort.

Für die öffentliche Auseinandersetzung bedeutete die neue Differenzierung eine Wohltat. Im frühen 18. Jahrhundert hatte man Romane, die hochrangigen Politikern Sexskandale andichteten, in wissenschaftlichen Journalen besprochen, falls die politische Bedeutung das erforderte. Man hatte die Informationen schlicht als curieus gehandelt (siehe etwa die Rezension der Atalantis Delarivier Manleys in den Deutschen Acta Eruditorum von 1713). Kein Gespür für die Niedrigkeit der Debatte bestand da – man ging vielmehr davon aus, dass sich solche Informationen nicht anders verbreiten ließen, als in skandalösen Romanen. Mitte des 18. Jahrhunderts – die neue Mode der Empfindsamkeit kam in diesem Geschehen auf – konnte man das „Niedere“ zwar nicht vom Buchmarkt verbannen, aber eben aus der Diskussion nehmen. Es mochte einen skandalösen Journalismus beschäftigen, der eines Tages eine eigene Boulevardpresse entwickelte, nicht aber die gehobenen Debatten der Literatur.

#### Die Literaturgeschichte wird mit der Wende ins 19. Jahrhundert geschaffen
Die Literaturdebatte entwickelte auf dem Weg der von ihr angestrebten Marktreform eine besondere Suche nach Verantwortung für die Gesellschaft – und für die Kunst. Sie fragte nach den Autoren dort, wo der Markt bislang weitgehend unbeachtet und anonym florierte. Sie löste Pseudonyme auf und nannte die Autoren gezielt bei ihren bürgerlichen Namen (das war im 17. und 18. Jahrhundert durchaus unüblich, man sprach vor 1750 von „Menantes“ nicht von „Christian Friedrich Hunold“). Die neue Literaturwissenschaft diskutierte, welche Stellung die Autoren in der Nationalliteratur gewannen und legte damit das höhere Ziel der Verantwortung fest. Sie schuf schließlich besondere Fachdiskussionen wie die psychologische Interpretation, um selbst das noch zu erfassen, was die Autoren nur unbewusst in ihre Texte gebracht hatten, doch eben nicht weniger in der literaturwissenschaftlichen Perspektive verantworteten. Rechtliche Regelungen des Autorstatus und des Urheberschutzes gaben demselben Prozess eine zweite Seite.
Geschichten der deutschen Literatur offenbaren die Einschnitte des hier knapp skizzierten Geschehens, sobald man die besprochenen Werke auf der Zeitachse verteilt: Mit den 1730ern beginnt eine kontinuierliche und wachsende Produktion „deutscher Dichtung“. Die Diskussionen, die seit 1730 geführt wurden, schlagen sich in Wellen von Werken nieder, die in diesen Diskussionen eine Rolle spielten. Vor 1730 liegt dagegen eine Lücke von 40 Jahren – die Lücke des belletristischen Marktes, dem die Gründungsväter der heutigen nationalen Literaturdiskussion als „Niedrigem“ und „Unwürdigen“ ihre Betrachtungen verweigerten. Mit dem „Mittelalter“, der „Renaissance“ und dem „Barock“ schuf die Literaturgeschichtsschreibung des 18. und 19. Jahrhunderts für die Vergangenheit nationale Großepochen, die der Literatur, wie sie heute erscheint, eine (lückenhafte, nachträglich produzierte) Entwicklung geben.

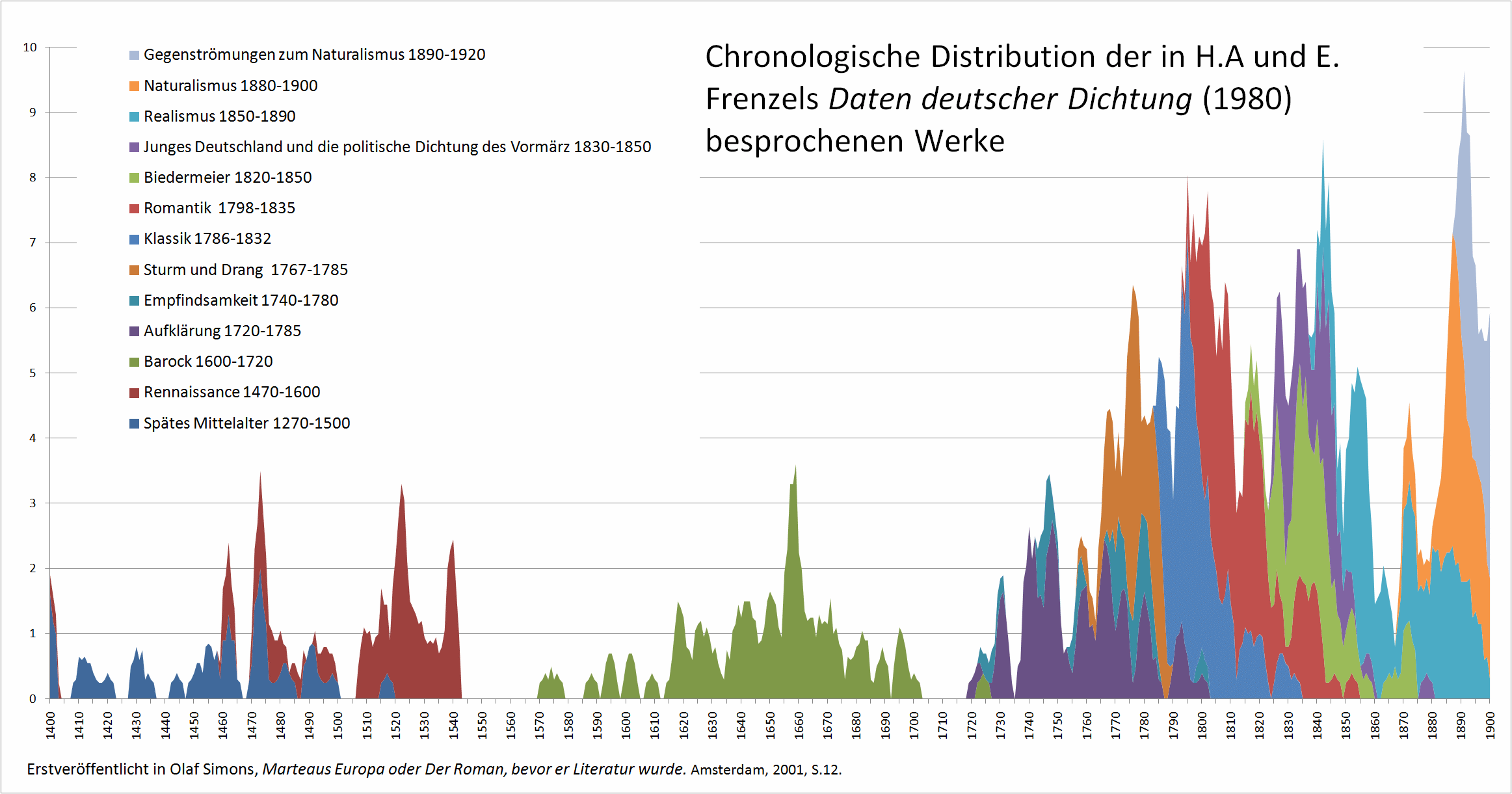
Frenzels Daten deutscher Dichtung, die wohl populärste deutsche Literaturgeschichte, auf die Chronologie der von ihr gelisteten Werke hin befragt (y-Achse = besprochene Werke pro Jahr). Deutlich zeichnet sich mit dem Jahr 1730 das Aufkommen der für die Literaturbesprechung verfassten poetischen und fiktionalen Literatur ab. Debatte um Debatte schlägt sie sich mit einer neuen Epoche nieder. Vor 1730 bleibt die Vergangenheit, mit der die deutsche Literatur seit den 1730ern ausgestattet wurde, bruchstückhaft.

### Seit dem 19. Jahrhundert: Literatur im kulturellen Leben der Nation
Der Streit in der Frage „Was ist Literatur?“, der mit dem 19. Jahrhundert aufkam, und der nach wie vor die Literaturwissenschaft beschäftigt, ist kein Beweis dafür, dass die Literaturwissenschaft nicht einmal dies zuwege brachte: ihren Forschungsgegenstand klar zu definieren. Die Literaturwissenschaft wurde selbst die Anbieterin dieses Streits. Darüber, was Literatur sein soll und wie man sie adäquat betrachtet, muss tatsächlich gesellschaftsweit gestritten werden, wenn Literatur – Dramen, Romane und Gedichte – im Schulunterricht, in universitären Seminaren, im öffentlichen Kulturleben als geistige Leistung der Nation gewürdigt wird. Jede Interessengruppe, die hier nicht eigene Perspektiven und besondere Diskussionen einklagt, verabschiedet sich aus einer der wichtigsten Debatten der modernen Gesellschaft.
Nach dem Vorbild der Literatur (als dem sprachlich fixierten nationalen Diskursgegenstand) wurden mit der Wende ins 19. Jahrhundert die internationaler verfassten Felder der bildenden Kunst und der ernsten Musik definiert – Felder, die zu parallelen Marktdifferenzierungen führten: Auch hier entstanden „hohe“ gegenüber „niedrigen“ Gefilden: Die hohen sollten überall dort liegen, wo gesellschaftsweite Beachtung mit Recht eingefordert wird. Der Kitsch und die Unterhaltungsmusik („U-Musik“ im Gegensatz zur „E-Musik“) konnten im selben Moment als aller Beachtung unwürdige Produktionen abgetan werden. Die Literaturdebatte muss von allen Gruppen der Gesellschaft als Teil der größeren Debatte über die Kultur und die Kunst der Nation aufmerksam beobachtet werden: Sie nimmt mehr als andere Debatten Themen der Gesellschaft auf und sie gibt Themen an benachbarte Diskussionen weiter.
Dass sie zum Streit Anlass gibt, ist das Erfolgsgeheimnis der Literaturdefinition des 19. Jahrhunderts: Literatur sollen die Sprachwerke sein, die die Menschheit besonders beschäftigen – das ist zirkulär und arbiträr definiert. Es liegt im selben Moment in der Hand aller, die über Literatur sprechen, festzulegen, was Literatur ist.

#### Derliterarische Kanonverdrängt den religiösen
Ordnung und Fixierung gewann die Literaturdebatte nicht mit der Begriffsdefinition „Literatur“, an der sich der Streit entzündet, sondern mit den Traditionen ihres eigenen Austauschs. Was als Literatur betrachtet werden will, muss sich für einen bestimmten Umgang mit literarischen Werken eignen. Die Literatur entwickelte sich im 19. Jahrhundert zur weltlichen Alternative gegenüber den Texten der Religion, die bislang die großen Debatten der Gesellschaft einforderten. Die Übernahme ethisch-moralischer Funktionen durch die schöne Literatur wurde im Viktorianischen England vor allem von Matthew Arnold gefordert, der am Philistertum der dem Mammon frönenden Puritaner Anstoß nahm. Die Literaturwissenschaft drang so mit ihrem Debattengegenstand – Dramen, Romane und Gedichte – in die Lücke, die die Theologie mit der Säkularisierung zu Beginn des 19. Jahrhunderts ließ. Dabei bewährten sich bestimmte Gattungen, die „literarischen“, besser als andere –
- Literatur musste, wollte sie Funktionen religiöser Texte übernehmen, öffentlich inszenierbar sein – das Drama war dies,
- Literatur musste intim rezipierbar sein – insbesondere die Lyrik gewann hier Rang als Gegenstand subjektiven Erlebens,
- Literatur – weltliche Fiktionen und Poesie – musste tiefere Bedeutung tragen können, wollte sie einen sekundären Diskurs rechtfertigen; dass sie das konnte, zeichnete sich seit 1670 ab (seitdem Pierre Daniel Huet mit seinem Tractat über den Ursprung der Romane als Theologe darauf verwiesen hatte, dass man weltliche Fiktionen und damit den Roman mitsamt der Poesie ganz wie theologische Gleichnisse „interpretieren“ könnte; Huets Vorschlag blieb bis in die 1770er suspekt als fragwürdige Aufwertung von weltlichen Fiktionen),
- Literatur musste einen Streit über ihre Rolle in der Gesellschaft zulassen – das tat sie, nachdem man Dramen, Romanen und Gedichten schon lange zugestand, dass sie Sitten gefährdeten (oder verbesserten),
- Literatur musste sich im Bildungssystem mit ähnlicher Hierarchie des Expertentums behandeln lassen wie Texte der Religion zuvor, wollte sie nicht ganz schnell beliebig zerredet werden – tatsächlich kann das Bildungssystem jedem Kind abverlangen, eine eigene Beziehung zur Literatur seiner Nation zu entwickeln; gleichzeitig bleibt enorme Expertise notwendig, um Literatur „fachgerecht“ zu analysieren und zu interpretieren, Fachexpertise, die an universitären Seminaren so exklusiv verteilt wird wie in theologischen Seminaren zuvor.

#### Siegeszug der pluralistischen Diskussion

Modell literarischer Kommunikation mit Linien des Austauschs zwischen Staat (er legt im Schulunterricht wie an Universitäten fest, was Literatur ist), Öffentlichkeit in den Medien, Verlagen, Autoren und dem Publikum

Das Material, das im Lauf des 18. Jahrhunderts zu Literatur gemacht wurde, war zuvor nur im Ausnahmefall von Literaturzeitschriften (wissenschaftlichen Rezensionsorganen) besprochen worden. Der Austausch über Poesie und Fiktionen, über Dramen, Opern und Romane geschah vor 1750 vor allem in den Theatern und in den Romanen selbst. In den Theatern stritten die Fans über die besten Dramen und Opern. Man veranstaltete in London Wettkämpfe, bei denen man Themen ausschrieb und die beste Oper prämierte. Im Roman attackierten Autoren einander unter Pseudonymen mit der beliebten Drohung, den Rivalen mit seinem wahren Namen auffliegen zu lassen. Hier griff der sekundäre Diskurs der Literaturkritik um 1750 mit neuen Debattenangeboten ein.
Die Literaturdiskussion selbst war zuerst eine rein wissenschaftsinterne Angelegenheit gewesen: Als im 17. Jahrhundert Literaturzeitschriften aufkamen, besprachen in ihnen Wissenschaftler die Arbeiten anderer Wissenschaftler. Das Publikum dieses Streits weitete sich aus, dadurch, dass die Literaturzeitschriften Themen von öffentlichem Interesse intelligent ansprachen und da die Rezensenten sich auf das breitere Publikum mit neuen Besprechungen der belles lettres einließen. Wenn die Wissenschaften Dichter besprachen, gewann ihre Debatte eine ganz neue Freiheit: Fachintern, doch vor den Augen der wachsenden Öffentlichkeit besprach man hier Autoren, die außerhalb der eigenen Debatte standen. Man konnte mit ihnen weit kritischer umgehen als mit den Kollegen, die man bislang im Zentrum rezensierte.
In dem Maße, in dem die Wissenschaften ihren ersten Besprechungsgegenstand (ihre eigene Arbeit) zugunsten des neuen (Poesie der Nation) erweiterten, öffneten sie die Literaturdebatte der Gesellschaft. Die Literaturdiskussion florierte fortan nicht mehr als vor allem internes Geschäft; sie agierte in ihrem Streit zugleich gegenüber zwei externen Teilnehmern: dem Publikum, das die Literaturdebatte verfolgt und vieldiskutierte Titel mit der Bereitschaft kauft, die Diskussionen fortzusetzen und gegenüber den Autoren, die nun als die Verfasser von „Primärliteratur“ dem „sekundären Diskurs“ beliebig distanziert gegenüberstehen können.
Der Austausch gewann an Komplexität, als im 19. Jahrhundert die Nation ein eigenes Interesse an der neuformulierten Literatur entwickelte. Die Nationalliteratur ließ sich an Universitäten und Schulen zum Unterrichtsgegenstand machen. Der Nationalstaat bot der Literaturwissenschaft eigene Institutionalisierung an: Lehrstühle an Universitäten. Die nationalen Philologien wurden eingerichtet. Literaturwissenschaftler wurden berufen, um für Kultusministerien die Lehrpläne zu erstellen, nach denen an den Schulen Literatur zu besprechen ist; sie bilden die Lehrer aus, die Literatur bis in die unteren Schulklassen hinab diskutieren.
Die Verlagswelt stellte sich auf den neuen Austausch ein. Kommt ein neuer Roman auf den Markt, schickt sie komplett vorgefasste Rezensionen mit Hinweisen auf die Debatten, die dieser Roman entfachen wird, an die Feuilleton-Redaktionen der wichtigsten Zeitungen, Zeitschriften und Fernsehsender.
Die Autoren veränderten ihre Arbeit. Mit den 1750ern kamen ganz neue Dramen und Romane auf: schwergewichtige, schwerverständliche, die gesellschaftsweite Diskussionen entfachen müssen. Romane und Dramen wurden in ganz neuem Maße „anspruchsvoll“ – Anspruch auf öffentliche Würdigung ist das neue Thema. Um mehr Gewicht auf Debatten zu gewinnen, wurde es unter den Autoren Mode, Dramen, Romane und Gedichte in epochalen Strömungen zu verfassen, Schulen zu gründen, die einen bestimmten Stil, eine bestimmte Schreibweise (die „realistische“, die „naturalistische“ etc.), eine bestimmte Kunsttheorie (die des „Surrealismus“, die des „Expressionismus“) verfochten. Autoren, die sich auf eine solche Weise verorten, werden, wenn die Aktion gelingt, als bahnbrechende besprochen, wenn sie zu spät auf den falschen Zug aufspringen, werden sie von der Kritik als „Epigonen“ gebrandmarkt. Dieses gesamte Spiel kennt kein Pendant vor 1750. Die meisten Stilrichtungen, die wir (wie das „Barock“ und „Rokoko“) vor 1750 ausmachen, sind erst später geschaffene Konstrukte, mit denen wir den Eindruck erwecken, dass Literatur schon immer Debatten fand, wie sie sie seit dem 19. Jahrhundert findet.

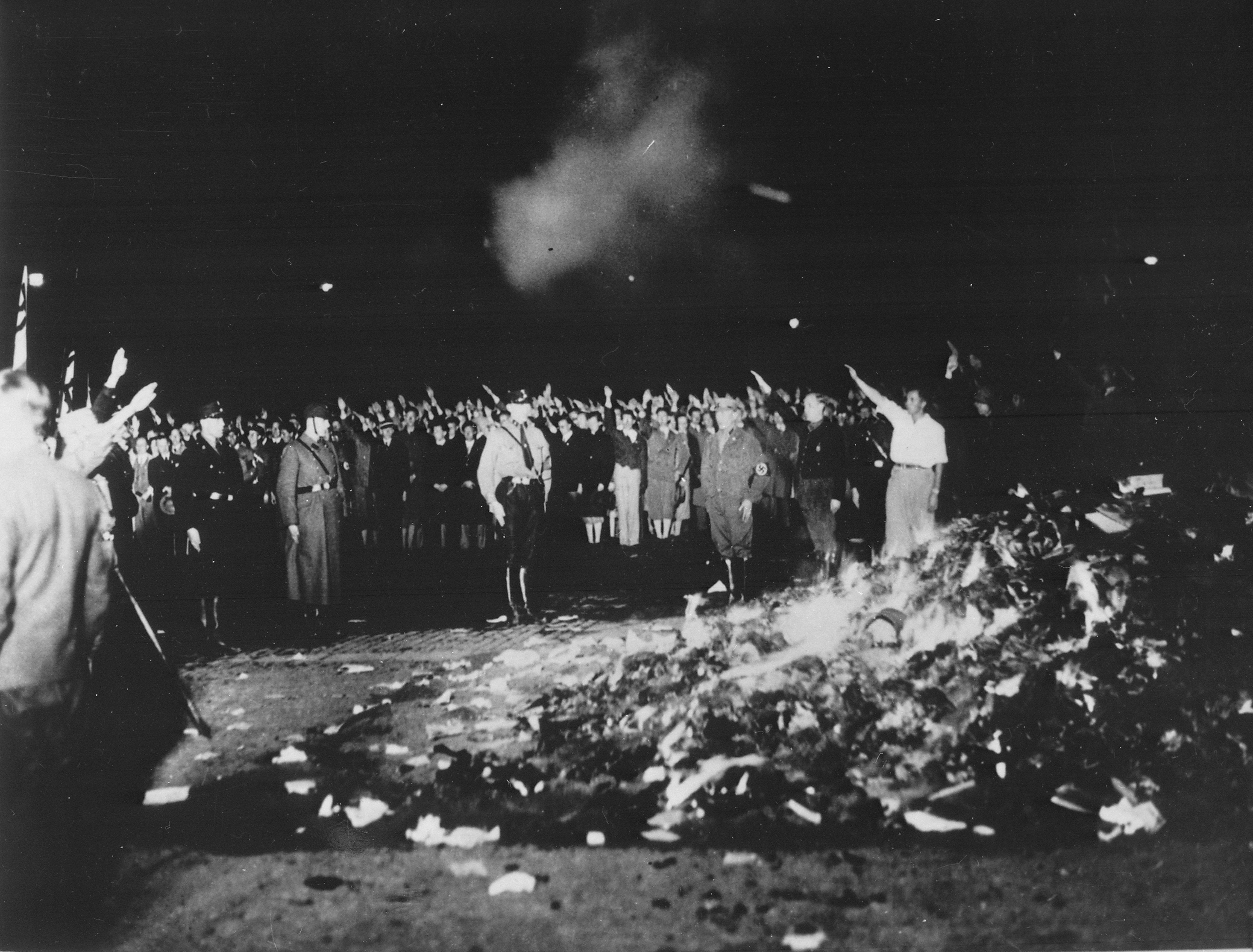
Verfolgung von Literatur: Bücherverbrennung 1933

Die Autoren organisierten sich in Assoziationen wie dem P.E.N.-Club international. Sie formierten Gruppen wie die „Gruppe 47“ und Strömungen. Mit Manifesten begannen sie, dem sekundären Diskurs Vorgaben zu machen. Im Einzelfall ließen sie sich auf Fehden mit Literaturpäpsten ein, um auf direktestem Weg die Literaturdiskussion auf sich zu ziehen. Autoren nehmen Literaturpreise an oder schlagen sie, wie Jean-Paul Sartre den ihm verliehenen Nobelpreis für Literatur, im öffentlichen Affront aus. Sie halten Dichterlesungen in Buchhandlungen – undenkbar wäre das im frühen 18. Jahrhundert gewesen. Sie begeben sich in den „Widerstand“ gegen politische Systeme, sie schreiben Exilliteratur aus der Emigration heraus.
Mit all diesen Interaktionsformen gewann der Austausch über Literatur eine Bedeutung, die der Austausch über die Religion kaum hatte (geschweige denn der Austausch über Literatur im alten Wortsinn oder derjenige über Poesie und Romane, wie er vor 1750 bestand).
Das brachte eigene Gefahren mit sich. Die Literaturwissenschaft und der von ihr ausgebildete freiere Bereich der Literaturkritik in den Medien sind erheblichen Einflussnahmen der Gesellschaft ausgesetzt. Die Gesellschaft klagt neue Debatten ein, fordert neue politische Orientierungen, erzwingt von der Literaturkritik Widerstand oder Anpassung. Es gibt in der pluralistischen Gesellschaft in der Folge eine feministische Literaturwissenschaft wie eine marxistische, oder (scheinbar unpolitischer) eine strukturalistische und so fort. Eine Gleichschaltung der Gesellschaft, wie sie das Dritte Reich durchführte, greift konsequenterweise gezielt zuerst in den Literaturbetrieb ein. Die institutionalisierte Literaturwissenschaft lässt sich sehr schnell gleichschalten, Lehrstühle werden neu besetzt, Lehrpläne bereinigt, Literaturpreise unter neuen Richtlinien vergeben. Die Gleichschaltung der Verlagswelt und der Autorenschaft ist die schwierigere Aufgabe der Literaturpolitik, der totalitäre Staaten zur Kontrolle der in ihnen geführten Debatten große Aufmerksamkeit schenken müssen.

#### Rückblick: Ein neuer Bildungsgegenstand wurde geschaffen

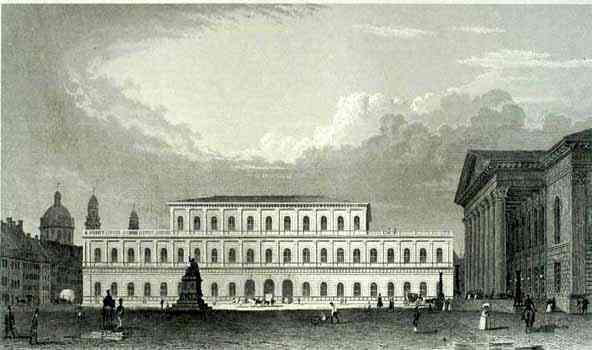
München: der Max-Joseph-Platz, vor der Säkularisation der Platz des Franziskanerklosters

Warum die Nation überhaupt ein solches Interesse am pluralistischen und jederzeit kritischen Gegenstand „Literatur“ und den Debatten nationaler „Kunst“ und „Kultur“ entwickelte:
Europas Nationen antworteten mit der Einführung nationalstaatlicher Bildungssysteme und der allgemeinen Schulpflicht – durchaus auch – auf die Französische Revolution. Wer aufsteigen wollte, sollte, so das Versprechen, das jede weitere Revolution erübrigen musste, es in der Nation beliebig weit bringen können – vorausgesetzt, er nutzte die ihm angebotenen Bildungschancen. In der Praxis blieben Kinder unterer Schichten bei aller Chancengleichheit finanziell benachteiligt. Weit schwerer wog für sie jedoch, was sie an Erfahrungen frühzeitig in all den Schulfächern machten, in denen die neuen Themen angesagt waren: Wer in der Gesellschaft aufsteigen wollte, würde seinen Geschmack anpassen müssen. Er würde sich ausschließlich für hohe Literatur, bildende Kunst und ernste Musik begeistern müssen und am Ende mit seinen nächsten Angehörigen keine Themen mehr teilen, ihre Zeitungen verachten wie ihre Nachrichten. Die Frage war nicht, ob man aufsteigen konnte. Die Frage war, ob man bei diesen Aussichten aufsteigen wollte? Erst das ausgehende 20. Jahrhundert brachte hier eine größere Nivellierung der „Kulturen“ innerhalb der Gesellschaft – nicht wie in der linken politischen Theorie gedacht durch eine Erziehung, die Arbeiterkinder an die hohe Kultur heranführte, sondern durch neue Moden der Postmoderne, in denen „niedere“ Kultur, „Trash“, plötzlich „Kultstatus“ gewann.
Der Verlierer im Kampf um gesellschaftliche Diskussionen und Aufmerksamkeit scheint bei alledem die Religion gewesen zu sein. Die Literatur ist gerade an dieser Stelle eine interessant offene Konstruktion. Die Texte der Religion können dort, wo man Literatur diskutiert, jederzeit als die „zentralen Texte der gesamten sprachlichen Überlieferung“ eingestuft werden. Aus der Sicht der Literaturwissenschaft liegen die Texte der Religion nicht „außerhalb“, sondern mitten „im“ kulturellen Leben der Nation. Die Texte der Religion stehen zur Literatur als dem großen Bereich aller textlichen (nach Nationen geordneten) Überlieferung nahezu so ähnlich wie die Religionen selbst zu den Staaten, in denen sie agieren. Es ist dies der tiefere Grund, warum sich das Konzept der Literatur, wie es heute die Literaturwissenschaft beschäftigt, weitgehend ohne auf Widerstand zu stoßen, weltweit ausdehnen ließ.

### Literaturen: Das international fragwürdige Konzept

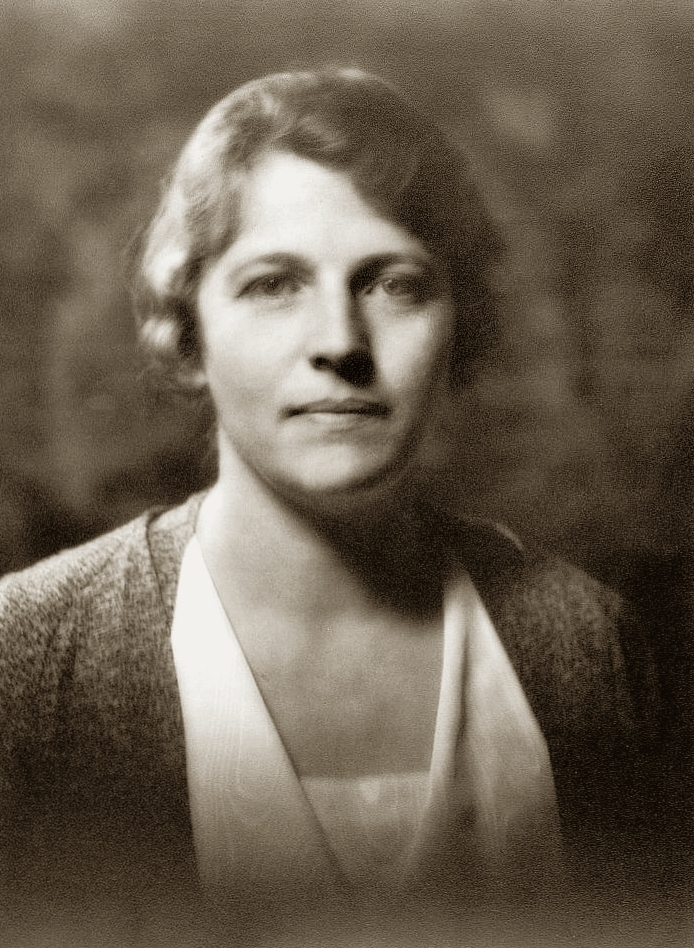
Pearl S. Buck, Nobelpreis 1938

Die moderne Literaturdebatte folgt vor allem deutschen und französischen Konzepten des 18. und 19. Jahrhunderts. Deutsche Journale wie Lessings Briefe die Neueste Literatur betreffend wandten sich früh dem neuen Gegenstand zu. Sie taten dies gerade im Verweis auf ein nationales Defizit. Mit der Französischen Revolution erreichte Frankreich das Interesse an einem säkularen textbasierten Bildungsgegenstand.
Wer sich durch die englische Publizistik des 19. Jahrhunderts liest, wird dagegen feststellen, dass das Wort „Literatur“ hier noch bis Ende des 19. Jahrhunderts synonym für die Gelehrsamkeit stehen konnte. An Themen des nationalen Austauschs fehlte es in Großbritannien nicht – die Politik und die Religion lieferten sie zur freier Teilnahme an allen Diskussionen. Die Nation, die die Kirche im 16. Jahrhundert dem Staatsgefüge einverleibt hatte, fand erst spät eine eigene der kontinentalen Säkularisation gleichkommende Debatte. Die wichtigste Geschichte der englischen Literatur, die im 19. Jahrhundert erschien, Hippolyte Taines History of English Literature brachte die neue Wortverwendung als Anstoß von außen ins Spiel und machte verhältnismäßig spät klar, welche Bedeutung England in der neu zu schreibenden Literaturgeschichte selbst gewinnen konnte.
Das Konzept nationaler Literaturen wurde von Europa aus den Nationen der Welt vorgelegt. Es fand am Ende weltweit Akzeptanz. Der Buchmarkt gestaltete sich im selben Geschehen um: Aus einem im frühen 18. Jahrhundert marginalen Feld des Buchangebots wurde die zentrale Produktion. Es drohen mit dem Konzept nationaler Literaturen allerdings fragwürdige Wahrnehmungen:
- Wo von Literaturen gesprochen wird, ist in der Regel nicht geklärt, ob diese sich tatsächlich in den diskutierten Traditionen entwickelten. Die europäischen Literaturgeschichten hebeln gezielt konträre Traditionskonzepte aus: das der Poesie, das des in die Historie eingebetteten Romans, das der Belletristik, als eines Marktes, der sich offensichtlich als europäischer und heute weltweiter entwickelte. Man kann nicht von „nationalen Belletristiken“ sprechen – es fehlt im selben Moment eine Geschichte des größeren Marktes, der sich durchaus nicht in nationalen Linien entwickelte. Kaum etwas wissen wir von außereuropäischen Traditionskonzepten.
- Wo von Literatur gesprochen wird, wird in der Regel unterstellt, dass sie sich als Feld der Texte tieferer Bedeutung und höherer sprachlicher, „literarischer“, Qualität entwickelte. Wo von Literatur der Zeit vor 1750 gesprochen wird, ist in der Regel nicht thematisiert, dass die Literaturbegriffe, die dabei als zeitgenössische in Anschlag gebracht werden, genau dies nicht sind. Der in der Germanistik kursierende „Literaturbegriff des Barock“ ist nicht der „Literatur“-Begriff des 17. Jahrhunderts, noch dessen „Poesie“-Begriff noch irgendein vergleichbares, mit einem Wort des 17. Jahrhunderts fassbares Konstrukt. Er entstand im 19. und 20. Jahrhundert in der Interpretation von Tragödien und Romanen des 17. Jahrhunderts, die wir gerne für Literatur des 17. Jahrhunderts erachten würden. Wir schaffen hier Konzepte und Denkmuster anderer Zeiten und Kulturen nach unseren Wünschen.
- Funktionen, die in unseren Gesellschaften Literatur einnimmt (im Schulunterricht behandelt, in Zeitschriften rezensiert zu werden etc.), nahmen vor 1750 andere Produktionsfelder ein: die Religion, die Wissenschaften, um in Europa zu bleiben. Literaturgeschichten pflegen dies kaum zu thematisieren. Die Literatur bestand, sie musste sich jedoch, so die einfache Theorie, ihren Platz erst erobern – das verstellt weitgehend jeden Blick darauf, welche Rolle die Literaturbetrachtung bei der Ausbildung ihres Gegenstands spielte und in jedem Moment spielt, in dem sie Literaturgeschichte setzt.

### Tendenzen: Der „erweiterte Literaturbegriff“ – der „Tod der Literatur“?
Aus einer nationalliterarischen Perspektive wurde dankbar auf das Konzept nationaler Literaturen zurückgegriffen, da es die jeweilige kulturelle Identität nicht antastete. Die Komparatistik entwickelte jedoch schon früh mit dem Konzept der Weltliteratur ein transnationales Literaturmodell, das – jenseits einer nationalen oder ökonomischen Vorstellung von Literatur(markt) – ein kosmopolitisches Miteinander der Literaturen der Welt gegen die verengende nationale Perspektive setzte.
Weitaus mehr Einsprüche rief der enge Literaturbegriff hervor. Sowohl die Schulen der textimmanenten Interpretation, die wie der Strukturalismus die Bedeutung im einzeln vorliegenden Textstück suchen, als auch die Schulen der gesellschaftsbezogenen Literaturinterpretation vom Marxismus bis zu den Strömungen der Literatursoziologie, die einen Blick auf die Gesellschaft einfordern, traten in der zweiten Hälfte des 20. Jahrhunderts für einen „weiten“ Literaturbegriff ein, der es Literaturkritikern erlauben würde, auch politische Texte, Werbung und Alltagstexte ideologiekritisch zu besprechen.
So interpretieren die modernen Kulturwissenschaften literarische Texte nicht nur im literaturtheoretischen und -historischen Kontext, sondern auch als historische Dokumente, als Beiträge zu philosophischen Diskussionen oder (in Form der Cultural Studies) als Ausdruck der Dominanz herrschender oder der Unterdrückung marginalisierter (Sub-)Kulturen. Umgekehrt öffnen die Kulturwissenschaften den Blick für literarische Qualitäten der Geschichtsschreibung oder philosophische Aspekte von literarischen Texten.
Die Vertreter des Poststrukturalismus erweiterten in den 1980er und 1990er Jahren ihren Text- wie ihren Sprachbegriff noch entschiedener. Roland Barthes hatte in den 1950er Jahren bereits die Titelcover von Zeitschriften genauso wie das neue Design eines Autos in ihren Botschaften besprochen. Zur Selbstverständlichkeit wurde der erweiterte Sprachbegriff in der Filmwissenschaft. Hier spricht man ganz ohne weiteres von der „Bildsprache“ eines Regisseurs, und auch über eine solche Sprache können Literaturwissenschaftler sich äußern. Wenn die Literaturwissenschaft sich jedoch auf sprachliche Kunstwerke spezialisiert, hat dies durchaus Vorteile. Sie hält andere Wissenschaftler davon ab, in ihrem Forschungsfeld als Experten aufzutreten, kann jedoch letztlich sehr frei festlegen, was ihr Gegenstand ist. Sie kann sich so auf ein gut gehendes Kerngeschäft, Literatur im engen Sinn, ausrichten oder mit einem erweiterten Literaturbegriff auftreten. Der wiederkehrende Warnruf, der Tod der Literatur stehe bevor, ist auch ein Spiel mit der Aufmerksamkeit der Gesellschaft, die den Austausch über Literatur verfolgt und verteidigt.
Neuerdings wird von einer „performativen Wende“ der Literatur unter den Bedingungen des Internets gesprochen, die auch die Grenzen zwischen Literatur und darstellenden Künsten bzw. zwischen Schriftlichkeit und Mündlichkeit relativiert: Das Erscheinen eines Textes im Internet könne als performativer Akt analog einer Theateraufführung verstanden werden. Das Internet sei nicht mehr nur ein Geflecht von Texten; die „Netzliteratur“, z. B. das Schreiben in Chatrooms, sei vielmehr wesentlich durch performative Aspekte, d. h. durch Handlungen bestimmt. Die Kategorie der Performanz, die bisher nur auf Mündliches bezogen war, kann damit auch auf schriftliche Äußerungen übertragen werden: Zwischen ihrem Verfassen, ihrem Erscheinen und ihrer Lektüre muss (fast) keine Zeit mehr verstreichen. Das ähnelt der Sprechsituation von Speaker’s Corner.

## Arten von Literatur und Adressaten
- Backfischroman
- Belletristik
- Digitale Poesie
- Erbauungsliteratur
- Fachliteratur
- Frauenliteratur
- Gebrauchsliteratur
- Genreliteratur
- Horrorliteratur
- Kinder- und Jugendliteratur
- Mädchenliteratur
- Nationalliteratur
- Sachliteratur
- Tendenzliteratur
- Trivialliteratur
- Unterhaltungsliteratur
- Weltliteratur

## Buchmessen
- Leipziger Buchmesse
- Frankfurter Buchmesse

## Literatur und Internet

### Sammlungen von Literatur im Internet
- Das Projekt Gutenberg-DE stellt zahlreiche Literatur ins Internet.
- Trotz ähnlich klingender Domain nicht damit verbunden ist das Project Gutenberg, das ebenfalls Literatur in zahlreichen Sprachen zur Verfügung stellt.

Interessant ist auch die Digitale Bibliothek:
- DigBib.org: Digitale Bibliothek

E-Texte der Philosophie, Religion, Literatur etc.
- Zeno.org

### Im Internet entstandene Literatur
Im Internet wird aber nicht nur Literatur zur Verfügung gestellt, sondern auch Literatur geschrieben. Beispiele sind Digitale Poesie, Weblogs oder kollaboratives Schreiben im Netz.
Digitale Literatur folgt anderen Kriterien als herkömmliche Literatur, sie ist von Aspekten der Technik, Ästhetik und Kommunikation geprägt. Das Internet eignet sich dafür um über zeitliche und räumliche Distanzen hinweg zu kommunizieren und multimediale Aspekte zu vereinen und zu integrieren. Außerdem unterliegen elektronische Medien einer beständigen Metamorphose. So haben beispielsweise Neal Stephenson und sein Team mit dem Schreiben eines Romans (The Mongoliad) im Internet begonnen, bei dem eine Community von Autoren interaktiv mitschreibt. Neben dem eigentlichen Text gibt es eine eigene E-Publishing-Plattform („Subutai“) mit Videos, Bildern, einem Wiki und einem Diskussionsforum zum Roman.

## Literatursoftware
Zur Verwaltung von Literatur gibt es mittlerweile zahlreiche Programme. Mit ihnen lassen sich z. B. eigene Literatursammlungen nach spezifischen Merkmalen kategorisieren. Die Abfragen brauchen teilweise nicht von Hand eingegeben zu werden, es reicht, z. B. den Autor bzw. den Titel einzugeben und daraufhin eine Suche in bestimmten Datenbanken zu tätigen. Die Ergebnisse können dann einfach übernommen werden.

## Literaturdatenbanken
Eine Literaturdatenbank katalogisiert den Bestand aktueller und älterer Literatur. Hier finden vermehrt digitale Kataloge bzw. Online-Literaturdatenbanken ihren Gebrauch.

## Literaturen nach Sprachen und Nationen
| - Albanische Literatur - Altägyptische Literatur - Altgriechische Literatur (Liste) - Andorranische Literatur - Arabische Literatur - Argentinische Literatur - Armenische Literatur - Awarische Literatur - Baskische Literatur - Belarussische Literatur - Belgische Literatur - Bolivianische Literatur - Brasilianische Literatur - Chilenische Literatur - Chinesische Literatur - Costa-ricanische Literatur - Dänische Literatur - Deutsche Literatur - Ecuadorianische Literatur - Englischsprachige Literatur - Anglo-Irische Literatur - Englische Literatur - Literatur der USA - Estnische Literatur - Färöische Literatur - Finnische Literatur - Französische Literatur (Liste) - Georgische Literatur - Griechische Literatur - Grönländische Literatur - Guatemaltekische Literatur - Indische Literatur - Indonesische Literatur - Irische Literatur - Anglo-Irische Literatur - Irischsprachige Literatur | - Isländische Literatur - Israelische Literatur - Italienische Literatur - Japanische Literatur - Jiddische Literatur - Kanadische Literatur - Katalanische Literatur - Kroatische Literatur (Liste) - Kubanische Literatur - Kurdische Literatur - Ladinische Literatur - Lateinische Literatur (Liste) - Lettische Literatur - Litauische Literatur - Mexikanische Literatur - Mongolische Literatur - Mosambikanische Literatur - Nicaraguanische Literatur - Niederländische Literatur - Nigerianische Literatur - Norwegische Literatur - Österreichische Literatur - Persische Literatur (Liste) - Plattdeutsche Literatur - Polnische Literatur - Portugiesische Literatur (Liste) - Rätoromanische Literatur - Rumänische Literatur - Russische Literatur - Salvadorianische Literatur - Sanskrit-Literatur - Schottische Literatur - Schwedische Literatur - Literatur der Schweiz - Slowakische Literatur - Slowenische Literatur | - Spanische Literatur (Liste) - Sumerische Literatur - Taiwanische Literatur - Thailändische Literatur - Tibetische Literatur - Tschechische Literatur - Türkische Literatur - Ukrainische Literatur - Ungarische Literatur - Uruguayische Literatur - Literatur der USA - Afroamerikanische Literatur - Indianische Mythologie und Literatur Nordamerikas - Venezolanische Literatur - Vietnamesische Literatur Regionen, Kontinente - Skandinavische Literatur - Afrikanische Literatur - Literatur Ozeaniens Siehe auch die Artikel - Afghanistan - Finnland - Haiti - Niederlande - Panama - Philippinen |

## Bereiche schriftlicher und sprachlicher Überlieferung
| Fachliteratur - Rezension | Belletristik / Schöne Literatur - Biografie - Autobiografie |  |

## Die literarischen Gattungen
| Epik: - Anekdote - Autobiographie - Ballade - Epos - Erzählung - Essay - Fabel - Kurzgeschichte - Legende - Märchen - Novelle - Parabel - Roman - Sage - Schwank - Verserzählung | Dramatik: - Komödie - Schauspiel - Tragödie - Tragikomödie | Lyrik: - Digitale Poesie - Elegie - Haiku - Hymne - Lautpoesie (Lautgedicht) - Lied - Ode - Prosagedicht - Sonett - Visuelle Poesie |

## (Sekundär-)Literatur
(Literatur über die Literatur)

### Nachschlagewerke
siehe auch: Literaturlexikon
- Walther Killy (Hrsg.): Literaturlexikon. 2. Ausgabe, Directmedia Publishing, Berlin 2000, Digitale Bibliothek, Band 9, CD-ROM, ISBN 3-89853-109-0.
- Peter Stein, Hartmut Stein: Chronik der deutschen Literatur. Daten, Texte, Kontexte. Kröner, Stuttgart 2008, ISBN 978-3-520-84201-5.
- Bibliographisches Institut und F. A. Brockhaus Verlag: Der Brockhaus Literatur: Schriftsteller, Werke, Epochen, Sachbegriffe. (Lexikon) Mannheim, 3. Auflage, 2006. 960 S. ISBN 978-3-7653-3133-6.
- Elisabeth Frenzel, Sybille Grammetbauer: Stoffe der Weltliteratur. Ein Lexikon dichtungsgeschichtlicher Längsschnitte (= Kröners Taschenausgabe. Band 300). 10., überarbeitete und erweiterte Auflage. Kröner, Stuttgart 2005, ISBN 3-520-30010-9.
- Elisabeth Frenzel: Motive der Weltliteratur. Ein Lexikon dichtungsgeschichtlicher Längsschnitte (= Kröners Taschenausgabe. Band 301). 6., überarbeitete und ergänzte Auflage. Kröner, Stuttgart 2008, ISBN 978-3-520-30106-2.
- Gero von Wilpert: Lexikon der Weltliteratur – Deutsche Autoren. Kröner Verlag 2004, ISBN 978-3-520-83704-2.
- Gero von Wilpert: Lexikon der Weltliteratur – Fremdsprachige Autoren. Kröner Verlag 2004, ISBN 978-3-520-83804-9.
- Gero von Wilpert: Sachwörterbuch der Literatur (= Kröners Taschenausgabe. Band 231). 8., verbesserte und erweiterte Auflage. Kröner, Stuttgart 2001, ISBN 3-520-23108-5.
- Kindlers Literaturlexikon
- Kritisches Lexikon zur deutschsprachigen Gegenwartsliteratur
- Kritisches Lexikon zur fremdsprachigen Gegenwartsliteratur

### Klassische Literaturdefinitionen
Die Autoren dieser Titel legen ein Corpus von in ihren Augen literarischen Werken fest und versuchen dann, in einer wissenschaftlichen und subjektiven Analyse dieser Werke auszumachen, was Literatur grundsätzlich auszeichnet.
- René Wellek: Literature and its Cognates. In: Dictionary of the History of Ideas. Studies of Selected Pivotal Ideas. Band 3, ed. Philip P. Wiener, New York 1973, S. 81–89.
- René Wellek, Austin Warren: Theorie der Literatur. Athenäum Fischer Taschenbuch Verlag, Frankfurt am Main 1972, ISBN 3-8072-2005-4.
- Paul Hernadi: What Is Literature? London 1978, ISBN 0-253-36505-8 Sammelband zum Begriff Literatur – enthält unter anderem von René Wellek: „What Is Literature?“
- Helmut Arntzen: Der Literaturbegriff. Geschichte, Komplementärbegriffe, Intention. Eine Einführung. Aschendorff, Münster 1984, ISBN 3-402-03596-0 Kontrastiert verschiedene Literaturbegriffe miteinander, die samt und sonders als Begriffe des in unseren Augen literarischen Materials gewonnen werden.
- Wolf-Dieter Lange: Form und Bewusstsein. Zu Genese und Wandlung des literarischen Ausdrucks. In: Meyers kleines Lexikon Literatur. Mannheim 1986. Ist ein typischer Aufsatz zum Thema – Lange stellt Titel, die ihm Literatur sind zusammen und erkennt, dass Literatur schon immer besonders ausdrucksstark war (und darum, so seine Mutmaßung, auf den Schrei der ersten Menschen zurückgehe).
- Gisela Smolka-Koerdt, Peter M Spangenberg, Dagmar Tillmann-Bartylla (Hrsg.):  Der Ursprung von Literatur. Medien, Rollen, Kommunikationssituationen 1450–1650 Wilhelm Fink, München 1988, ISBN 3-7705-2461-6 Sammlung von Aufsätzen zu in unseren Augen literarischen Genres am Beginn der frühen Neuzeit.
- Zweideutigkeit als System. Thomas Manns Forderung an die Kunstgattung Literatur.

### Begriffs- und Diskursgeschichte
- Roland Barthes: Histoire ou Litérature? In: Sur Racine. Paris 1963, S. 155; erstveröffentlicht in Annales, 3 (1960). Barthes verwies als erster darauf, dass das Wort „Literatur“ noch im Blick auf die Zeit Racines nur „anachronistisch“ zu verwenden sei – wurde darauf von René Wellek (1978) heftig angegriffen – das Wort habe es durchaus gegeben, wobei Wellek verschwieg, dass die Titel, die er dazu zitierte, sich nicht mit Literatur in unserem Sinne befassten. Barthes starb 1980, Welleks Antwort blieb als korrekte Richtigstellung stehen.
- Jürgen Fohrmann: Projekt der deutschen Literaturgeschichte. Entstehung und Scheitern einer nationalen Poesiegeschichtsschreibung zwischen Humanismus und Deutschem Kaiserreich (Stuttgart, 1989), ISBN 3-476-00660-3 Ist die erste germanistische Arbeit, die den Themenwechsel im Blick auf „Literaturgeschichten“ skizzierte, und daran Überlegungen zum Aufbau der Germanistik im 19. Jahrhundert anknüpfte.
- Kian-Harald Karimi: ‚Des contes qui sont sans raison, et qui ne signifient rien‘ – Vom ‚Roman der französischen Philosophen’ zum philosophischen Roman. In: Christiane Solte-Gressner, Margot Brink (Hrsg.): Écritures. Denk- und Schreibweisen jenseits der Grenzen von Literatur und Philosophie. Stauffenburg, Tübingen 2004, S. 71–88. Bestimmt das Verhältnis von Literatur und Philosophie, wobei die Literatur der Moderne, besonders der Roman selbst zu einem Ort philosophischer Reflexion wird und sich nicht mehr darauf beschränkt, diese wie im Zeitalter der Aufklärung zu illustrieren, sondern selbst zu entfalten.
- Lee Morrissey: The Constitution of Literature. Literacy, Democracy, and Early English Literary Criticism (Stanford: Stanford UP, 2008). Zur Interaktion zwischen Literaturkritik und Literaturproduktion sowie zum Zusammenhang zwischen Literatur und Öffentlichkeit im englischsprachigen Raum.
- Rainer Rosenberg: „Eine verworrene Geschichte. Vorüberlegungen zu einer Biographie des Literaturbegriffs“, Zeitschrift für Literaturwissenschaft und Linguistik, 77 (1990), 36–65. Konstatiert die Bedeutungen der Begriffe „Poesie“, „Dichtung“, „Belles Lettres“, „Schöne Wissenschaften“, „Schöne Literatur“, „Literatur“ für verschiedene Zeitpunkte – und beklagt, dass darin kein System erkennbar sei – verfasst ohne den Denkschritt Fohrmanns, nachdem die Literaturwissenschaft hier Themen adoptierte und ihr altes Thema aufgab, um etwas Neues zu besprechen.
- Olaf Simons: Marteaus Europa oder Der Roman, bevor er Literatur wurde (Amsterdam/Atlanta: Rodopi, 2001), ISBN 90-420-1226-9 Bietet S. 85–94 einen Überblick über die Geschichte des Wortes Literatur und S. 115–193 einen genaueren Blick auf die Literaturdebatte 1690–1720; im Zentrum mit der Positionsveränderung des Romanmarkts zwischen dem frühen 18. Jahrhundert und heute befasst.
- Olaf Simons, „Von der Respublica Literaria zum Literaturstaat. Überlegungen zur Konstitution des Literarischen“ in: Aufklärung. Interdisziplinäres Jahrbuch zur Erforschung des 18. Jahrhunderts, Bd. 26. Jg. 2014 (Hamburg: Felix Meiner, 2015).
- Richard Terry: The Eighteenth-Century Invention of English Literature. A Truism Revisited. In: British Journal for Eighteenth Century Studies, 19.1, 1996, S. 47–62. Konstatiert einleitend, dass es nun spannend ist, zu erfassen, was all das war, was uns heute „Literatur“ ist, und welche Rolle es spielte, bevor man anfing es als „Literatur“ zu diskutieren. Gibt Überblick über Titel, die Details des Problems untersuchten.
- Winfried Wehle: Literatur und Kultur – Zur Archäologie ihrer Beziehungen. In: Jünke, Zaiser, Geyer (Hrsg.): Romanistische Kulturwissenschaft, Würzburg 2004, S. 65–83 (PDF).
- Jannis Androutsopoulos: Neue Medien – neue Schriftlichkeit? In: Mitteilungen des Deutschen Germanistenverbandes, Nr. 1/2007, S. 72–97 (PDF; 9,7 MB).
- Christiane Heibach: Literatur im Internet: Theorie und Praxis einer kooperativen Ästhetik. Dissertation.de, Berlin 2000, ISBN 3-89825-126-8 (Dissertation Universität Heidelberg 2000, 396 Seiten, illustriert, 21 cm).